# (13174) Timossi
(13174) Timossi est un astéroïde de la ceinture principale.

## Description
(13174) Timossi est un astéroïde de la ceinture principale. Il fut découvert le 14 février 1996 à Cima Ekar par Maura Tombelli et Ulisse Munari. Il présente une orbite caractérisée par un demi-grand axe de 2,65 UA, une excentricité de 0,11 et une inclinaison de 15,2° par rapport à l'écliptique.

## Compléments